# Peribatodes sublutearia
Peribatodes sublutearia là một loài bướm đêm trong họ Geometridae.